# Vasile Scodrea

Viceamiralul Vasile Scodrea.

Vasile Scodrea (n. 31 decembrie 1872 – d. 1934) a fost un vice-amiral român, care a deținut funcția de comandant al Marinei Militare Române în perioada 1925-1934.

## Biografie
Vasile Scodrea s-a născut în anul 1873. El a absolvit, în anul 1898, cursurile Academiei Navale din Livorno - Italia. După absolvirea studiilor a fost încadrat ca director de studii și profesor la Școala de Marină din Constanța (1898-1899), apoi a comandat marșul de instrucție al bricului-școală „Mircea” din 1899.
Grade: sublocotenent - 15.09.1880 (absolvent al Școlii Navale din Livorno), locotenent - 01.02.1897, căpitan - 10.05.1901, maior - 10.05.1907, locotenent-colonel - 10.05.1907, căpitan comandor - 01.04.1914.
La data de 1 aprilie 1909 a fost numit director al Diviziei de Mare și comandant al bricului-școală „Mircea”. În anul 1914 a fost numit în funcția de comandant adjunct de Stat Major în Comandamentul Marinei. În timpul Primului război mondial s-a aflat la comanda Flotilei de Operațiuni. În anul 1919 a fost numit șef de Stat Major al Comandamentului Marinei, iar în anul 1921 primește comanda Diviziei de Mare.
Prin Înaltul Decret nr. 483 din 7 noiembrie 1925, contraamiralului Vasile Scodrea i s-a încredințat comanda Marinei Militare Române, în același an devenind primul viceamiral activ al armatei române. A ieșit la pensie pentru limită de vârstă la data de 13 ianuarie 1934, iar după numai o lună a decedat, la vârsta de 61 de ani.

## Activitatea publicistică
Viceamiralul Vasile Scodrea este autorul mai multor lucrări de tactică militară navală, dintre care:
- Principii tactice pentru Flota de Dunăre în cooperare cu armata de uscat, în revista “România Militară” din iunie 1921